# Genrich Nejgauz
Genrich Gustavovič Nejgauz (rusky: Генрих Густавович Нейгауз, jméno je často uváděno v německé podobě Heinrich Felix Neuhaus; 12. dubna 1888 Jelizavetgrad – 10. října 1964 Moskva) byl ukrajinsko-ruský klavírista a klavírní pedagog.

## Život a dílo
Oba Nejgauzovi rodiče byli učitelé hudby, působili na hudební škole v Jelizavetgradu na dnešní Ukrajině. Nejgauzův otec Gustav pocházel z Německa, jeho matka Olga byla částečně polského původu a Nejgauz byl přes ni spřízněn s dalšími hudebníky. Jeho strýcem byl ruský skladatel a dirigent Felix Blumenfeld a bratrancem z druhého kolena polský skladatel Karol Szymanowski, kterého v dětském věku několik let vyučoval Nejgauzův otec.
Nejgauz hrál na klavír, improvizoval a skládal už od dětství, ale až do dvanácti let byl prakticky samoukem, rodiče se kvůli nedostatku času příliš nevěnovali jeho systematickému hudebnímu vzdělávání. V sedmnácti letech se rozhodl pro kariéru klavírního interpreta a odjel studovat do Berlína. Zde jej učil Leopold Godowsky, později Karl Heinrich Barth. Strávil také dva roky v Itálii a pobýval i ve Vídni. V roce 1915 zakončil studia zkouškami na konzervatoři v Petrohradu.
V roce 1914 začal sám vyučovat: nejprve spolu se svými rodiči na hudební škole v Jelizavetgradu, později na konzervatořích v Tbilisi a v Kyjevu, a v roce 1922 přešel na moskevskou konzervatoř, kde pedagogicky působil až do smrti v roce 1964.
Jeho zdejší hodiny byly otevřené publiku a Nejgauz se na nich snažil rozvíjet zejména tvůrčí představivost a umělecký rozhled svých studentů. Přitom hojně využíval svůj vlastní široký kulturní přehled a jazykové znalosti, často se studenty diskutoval a uváděl jim příklady a paralely nejen z hudby, ale i např. z literatury či filozofie.
Mezi jeho žáky patřili Svjatoslav Richter, Emil Gilels, Jakov Zak, Tichon Chrennikov, Jevgenij Malinin, Lev Naumov, Ryszard Bakst, Igor Žukov, Anton Ginsburg, Eliso Virsaladze, Alexej Ljubimov, Radu Lupu, Julij Mejtus, z českých klavíristů pak Valentina Kameníková a Zdeněk Hnát.
Hlavní principy svého pojetí klavírní interpretace Nejgauz shrnul v knize O umění klavírní hry (Ob iskusstve fortepiannoj igry, 1958).
Vedle výuky Nejgauz také téměř celý život koncertoval. Zpočátku uváděl zejména díla Chopina, Schumanna, Brahmse; v Kyjevě hrál mimo jiné všech deset klavírních sonát Alexandra Skrjabina. Postupem času svůj repertoár rozšířil o mnoho dalších autorů z různých období, ale jedním z jeho hlavních zájmů se stala propagace soudobé ruské hudby, hrál například nejnovější skladby Mjaskovského, Fejnberga, Krejna či Prokofjeva.
Genrich Nejgauz byl celkem třikrát ženatý; jeho syn Stanislav Nejgauz a vnuk Stanislav Bunin se rovněž stali klavíristy.